# Каччини, Джованни Баттиста
Джованни Баттиста Каччини (итал. Giovanni Battista Caccini; 24 октября 1556, Монтополи-ин-Валь-д'Арно, Тоскана — 1613[…], Флоренция) — скульптор итальянского маньеризма флорентийской школы.

## Биография
Джованни Баттиста Каччини родился в Монтополи-ин-Валь-д’Арно, провинции между Флоренцией и Пизой, в семье плотника Микеланджело Каччини. Его старший брат — известный итальянский композитор Джулио Каччини. В 1600 году Джованни Баттиста переехал во Флоренцию, где получил гражданство.
Каччини учился у скульптора и архитектора Джованни Антонио Дозио, археолога и антиквара периода маньеризма и барокко, известного точными рисунками римских древностей. Джованни Баттиста стал мастером по реставрации древнеримских скульптур, которые принесли ему репутацию знающего антиквара. С другой стороны, влияние на его творчество оказал фламандский скульптор Джамболонья. Стиль Джамболоньи нашёл отражение в бронзовых статуэтках Каччини.
В течение длительной работы над бронзовыми дверями Пизанского собора Каччини тесно сотрудничал с Пьетро Такка и другими учениками Джамболоньи.
Восстановление античных скульптур из сохранившихся фрагментов мало интересовало коллекционеров XVI века. Однако со временем Джамболонья и Каччини получили известность именно такими работами. Например, в 1579 году Джамболонья получил заказ на реставрацию античной скульптурной головы пергамской школы, известной как «Умирающий Александр», и установки её на фрагментарно сохранившуюся статую. В 1586 году голова была передана Каччини для реставрации и изготовления бюста.
Подобная работа была выполнена для восполнения римской статуи «Дионис и Ампел» (117—138), которая ныне находится в галерее Уффици во Флоренции, ранее её относили к работам Микеланджело. Также Каччини воссоздал статую Аполлона Сауроктона в образе Аполлона с Лирой (находится в Уффици).
Его прочие произведения часто становились результатом импровизаций на античные темы: специалист по биографии мастеров искусств Рафаэлло Боргини в 1730 году довольно жёстко оценил характер деятельности Каччини: «…На самом деле он был очень искусен в старательном соединении частей и подделке антиквариата».
Для садово-парковых скульптур Каччини характерны динамичные силуэты и обильное использование атрибутов. К выдающимся работам Каччини-архитектора следует отнести портик базилики Сантиссима-Аннунциата во Флоренции (1601).
Скульптор скончался в Риме в 1613 году.

## Галерея
- Бюст Великого герцога Тосканы Козимо I 1604. Палаццо Валори-Альтовити, Флоренция
- Портрет Баччо Валлори
- Вакх и Сатир (с использованием античного бюста)
- Геркулес и кентавр Несс. По римскому оригиналу III в. 1589. Мрамор. Уффици, Флоренция
- Марк Аврелий. Мрамор. Частное собрание
- Аллегория умеренности (по оригиналу Джамболоньи). 1583–1584. Мрамор. Метрополитен-музей, Нью-Йорк
- Асклепий и Ипполит. Мрамор. Сады Боболи, Флоренция
- Святая Лючия. 1607-1609. Мрамор. Капелла Строцци, церковь Санта-Тринита, Флоренция

## Избранные произведения
- Статуя Святого Джованни Гуальберто. 1580. Аббатство Святого Михаила Архангела (Пассиньяно)
- Бюст Христа-Спасителя. Ок. 1598. Часть табернакля семьи Бенедетти для церкви Санта-Мария-Новелла, Флоренция. Мрамор, 71 х 64.5 х 42 см Рейксмюсеум, Амстердам[12]
- Аллегория умеренности. 1583—1584. Мрамор, 176.8 x 64.5 x 78.4 см Метрополитен-музей, Нью-Йорк[13]
- Карл V, коронуемый папой Климентом VII. Палаццо Веккьо, Зал Чинквеченто. Работу начал Баччо Бандинелли в 1540—1550 годах, который выполнил фигуру папы, а Каччини завершил фигуру императора[14]
- Киворий в церкви Санто-Спирито, Флоренция.
- Статуи-аллегории времён года в Садах Боболи, Флоренция.
- «Юный Юпитер» в Садах Боболи[15]
- Статуи-аллегории «Осень» и «Лето» на мосту Санта-Тринита. 1608. Флоренция